# Street Fighter EX
Street Fighter EX (ストリートファイターEX?) är ett man mot man- fightingspel med 3D-grafik, ursprungligen släppt som arkadspel till Sony ZN 1996. Spelet är en spinoff på huvudserien i Street Fighter, och producerades av Capcom med Arika. Spelet följdes av en uppdaterad arkasdversion vid namn Street Fighter EX plus, samt en Playstation-version vid namn Street Fighter EX plus α, båda släppta 1997.

## Figurer

### Spelbara figurer
- Ryu (röst inläst av: Katashi Ishizuka)
- Ken (röst inläst av: Tetsuya Iwanaga)
- Chun-Li (röst inläst av: Yuko Miyamura)
- Zangief (röst inläst av: Wataru Takagi)
- Guile (röst inläst av: Tesshō Genda)

- Hokuto (röst inläst av: Yuri Amano)
- D. Dark (röst inläst av: Wataru Takagi)
- Pullum (röst inläst av: Chika Sakamoto)
- C. Jack (röst inläst av: Banjo Ginga)
- Skullomania (röst inläst av: Issei Futamata)

### Dolda figurer
- Akuma (Gouki in Japan, röst inläst av: Tomomichi Nishimura)
- Blair (röst inläst av: Hikari Tachibana)
- Allen (röst inläst av: Osamu Hosoi)
- Kairi (röst inläst av: Kaneto Shiozawa)
- Darun (röst inläst av: Takashi Nagasako)

### Bossar
- Garuda (röst inläst av: Osamu Hosoi)
- Bison (Vega i Japan, röst inläst av: Tomomichi Nishimura)

### Fotnoter
1. ↑  ”Street Fighter Ex Plus Alpha” (på engelska). Mobygames. 25 april 1997. http://www.mobygames.com/game/playstation/street-fighter-ex-plus-alpha. Läst 27 maj 2014.